# Mussaenda pilosissima
Mussaenda pilosissima är en måreväxtart som beskrevs av Theodoric Valeton. Mussaenda pilosissima ingår i släktet Mussaenda och familjen måreväxter. Inga underarter finns listade i Catalogue of Life.